# Église San Liborio
L'église San Liborio (en français « Saint-Liboire ») est une église de Rome située dans le quartier Ponte Mammolo, via Diego Fabbri. Elle est dédiée à Saint Liboire, évêque du Mans entre 348 et 397.

## Historique
Cette église a été construite au XXe siècle et inaugurée le 7 novembre 1998. À l'origine, la paroisse s'appelait Santa Maria della Purificazione depuis le décret du 28 mai 1965 du cardinal Luigi Traglia. Le 2 décembre 1996, le cardinal Camillo Ruini a attribué la dénomination actuelle.
L'église est rattachée au titre cardinalice de San Liborio, créé par le pape Jean-Paul II le 21 février 2001.

## Architecture et ornements

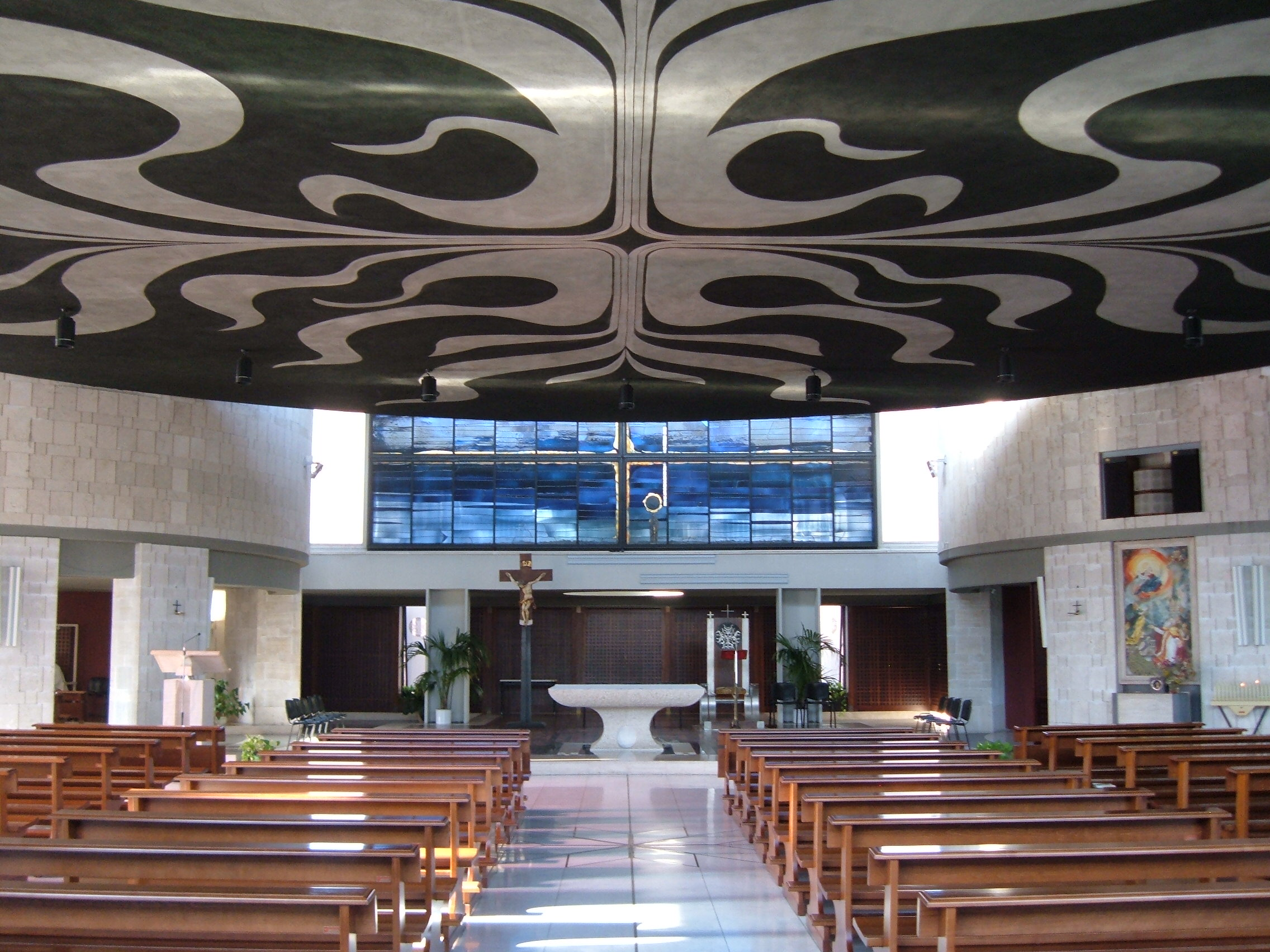
Intérieur de l'église